# ای‌یوکی
ای‌یوکی (سوئدی: Ijo älv) رودخانه‌ای در ناحیه اوستروبوتنیا شمالی در فنلاند است. این رودخانه دارای شاخه‌های فراوان است. طول آن ۳۷۰ کیلومتر (۲۳۰ مایل) بوده و سرانجام به خلیج بوتنی می‌ریزد. یکی از شاخه‌های اصلی این رود، سیوروان‌یوکیاست و حدود ۱۵۰ تنداب دارد.